# Handrup
Handrup település Németországban, azon belül Alsó-Szászország tartományban. Lakosainak száma 807 fő (2023. december 31.). Handrup Wettrup, Bippen, Fürstenau, Andervenne és Lengerich községekkel határos.

## Népesség
A település népességének változása:
| Lakosok száma | 822  | 819  | 818  | 801  | 825  | 807  |
|               | 2016 | 2017 | 2019 | 2021 | 2022 | 2023 |